# Bruno Soares
|  | Aquest article tracta sobre el Bruno Soares tennista, pel futbolista vegeu Bruno Soares (futbolista) |

Bruno Fraga Soares (Belo Horizonte, 27 de febrer de 1982) és un tennista professional brasiler especialista en la modalitat de dobles, categoria en la qual el seu millor lloc al rànquing de l'ATP World Tour fou el número 2 (2016). Ha guanyat tres títols de Grand Slam en dobles masculins, dos amb Jamie Murray i un Mate Pavić com a company, i tres més en dobles mixts, tots amb parelles diferents.

## Torneigs de Grand Slam

### Dobles masculins: 6 (3−3)
| Resultat  | Núm. | Any  | Torneig          | Parella        | Oponents                                   | Marcador      |
| --------- | ---- | ---- | ---------------- | -------------- | ------------------------------------------ | ------------- |
| Finalista | 1.   | 2013 | US Open          | Alexander Peya | Leander Paes Radek Štěpánek                | 1−6, 3−6      |
| Guanyador | 1.   | 2016 | Open d'Austràlia | Jamie Murray   | Daniel Nestor Radek Štěpánek               | 2−6, 6−4, 7−5 |
| Guanyador | 2.   | 2016 | US Open          | Jamie Murray   | Pablo Carreño Busta Guillermo García López | 6−2, 6−3      |
| Guanyador | 3.   | 2020 | US Open (2)      | Mate Pavić     | Wesley Koolhof Nikola Mektić               | 7−5, 6−3      |
| Finalista | 2.   | 2020 | Roland Garros    | Mate Pavić     | Kevin Krawietz Andreas Mies                | 3−6, 5−7      |
| Finalista | 3.   | 2021 | US Open (2)      | Jamie Murray   | Rajeev Ram Joe Salisbury                   | 6−3, 2−6, 2−6 |

### Dobles mixts: 4 (3−1)
| Resultat  | Núm. | Any  | Torneig          | Parella             | Oponents                          | Marcador             |
| --------- | ---- | ---- | ---------------- | ------------------- | --------------------------------- | -------------------- |
| Guanyador | 1.   | 2012 | US Open          | Iekaterina Makàrova | Kveta Peschke Marcin Matkowski    | 6−7(8), 6−1, [12−10] |
| Finalista | 1.   | 2013 | Wimbledon        | Lisa Raymond        | Kristina Mladenovic Daniel Nestor | 7−5, 2−6, 6−8        |
| Guanyador | 2.   | 2014 | US Open (2)      | Sania Mirza         | Abigail Spears Santiago González  | 6−1, 2−6, [11−9]     |
| Guanyador | 3.   | 2016 | Open d'Austràlia | Ielena Vesninà      | Coco Vandeweghe Horia Tecău       | 6−4, 4−6, [10−5]     |

## Palmarès

### Dobles masculins: 69 (35−34)
| Llegenda (pre/post 2009)                                 |
| -------------------------------------------------------- |
| Grand Slams (3−3)                                        |
| Tennis Masters Cup / ATP Finals (0−0)                    |
| ATP Masters Series / ATP World Tour Masters 1000 (4−9)   |
| ATP International Series Gold / ATP World Tour 500 (9−7) |
| ATP International Series / ATP World Tour 250 (19−15)    |

| Títols per superfície |
| --------------------- |
| Dura (22−19)          |
| Gespa (6−4)           |
| Terra batuda (7−11)   |

| Resultat  | Núm. | Data                   | Torneig                     | Superfície       | Parella            | Oponents                                   | Marcador                |
| --------- | ---- | ---------------------- | --------------------------- | ---------------- | ------------------ | ------------------------------------------ | ----------------------- |
| Guanyador | 1.   | 21 de juny de 2008     | Nottingham, Regne Unit      | Gespa            | Kevin Ullyett      | Jeff Coetzee Jamie Murray                  | 6−2, 7−6(5)             |
| Finalista | 1.   | 17 d'agost de 2008     | Washington DC, Estats Units | Dura             | Kevin Ullyett      | Marc Gicquel Robert Lindstedt              | 6−7(6), 3−6             |
| Finalista | 2.   | 29 d'agost de 2009     | New Haven, Estats Units     | Dura             | Kevin Ullyett      | Julian Knowle Jürgen Melzer                | 4−6, 6−7(3)             |
| Guanyador | 2.   | 25 d'octubre de 2009   | Estocolm, Suècia            | Dura (i)         | Kevin Ullyett      | Simon Aspelin Paul Hanley                  | 6−4, 7−6(4)             |
| Finalista | 3.   | 16 de gener de 2010    | Auckland, Nova Zelanda      | Dura             | Marcelo Melo       | Marcus Daniell Horia Tecău                 | 5−7, 4−6                |
| Guanyador | 3.   | 22 de maig de 2010     | Niça, França                | Terra batuda     | Marcelo Melo       | Rohan Bopanna Aisam-ul-Haq Qureshi         | 1−6, 6−3, [10−5]        |
| Finalista | 4.   | 1 d'agost de 2010      | Gstaad, Suïssa              | Terra batuda     | Marcelo Melo       | Johan Brunström Jarkko Nieminen            | 3−6, 7−6(4), [9−11]     |
| Finalista | 5.   | 26 de setembre de 2010 | Metz, França                | Dura (i)         | Marcelo Melo       | Dustin Brown Rogier Wassen                 | 3−6, 3−6                |
| Guanyador | 4.   | 6 de febrer de 2011    | Santiago, Xile              | Terra batuda     | Marcelo Melo       | Łukasz Kubot Oliver Marach                 | 6−3, 7−6(3)             |
| Guanyador | 5.   | 13 de febrer de 2011   | Costa do Sauipe, Brasil     | Terra batuda     | Marcelo Melo       | Pablo Andújar Daniel Gimeno Traver         | 7−6(4), 6−3             |
| Finalista | 6.   | 26 de febrer de 2011   | Acapulco, Mèxic             | Terra batuda     | Marcelo Melo       | Victor Hănescu Horia Tecău                 | 1−6, 3−6                |
| Finalista | 7.   | 17 d'abril de 2011     | Montecarlo, Mònaco          | Terra batuda     | Juan Ignacio Chela | Bob Bryan Mike Bryan                       | 3−6, 2−6                |
| Finalista | 8.   | 23 d'octubre de 2011   | Estocolm                    | Dura (i)         | Marcelo Melo       | Rohan Bopanna Aisam-ul-Haq Qureshi         | 1−6, 3−6                |
| Guanyador | 6.   | 19 de febrer de 2012   | Costa do Sauipe (2)         | Terra batuda (i) | Eric Butorac       | Michal Mertiňák André Sá                   | 3−6, 6−4, [10−8]        |
| Finalista | 9.   | 22 de juliol de 2012   | Båstad, Suècia              | Terra batuda     | Alexander Peya     | Robert Lindstedt Horia Tecău               | 3−6, 6−7(5)             |
| Guanyador | 7.   | 30 de setembre de 2012 | Kuala Lumpur, Malàisia      | Dura (i)         | Alexander Peya     | Colin Fleming Ross Hutchins                | 5−7, 7−5, [10−7]        |
| Guanyador | 8.   | 7 d'octubre de 2012    | Tòquio, Japó                | Dura             | Alexander Peya     | Leander Paes Radek Štěpánek                | 6−3, 7−6(5)             |
| Guanyador | 9.   | 21 d'octubre de 2012   | Estocolm (2)                | Dura (i)         | Marcelo Melo       | Robert Lindstedt Nenad Zimonjić            | 6−7(4), 7−5, [10−6]     |
| Guanyador | 10.  | 28 d'octubre de 2012   | València, Espanya           | Dura (i)         | Alexander Peya     | David Marrero Fernando Verdasco            | 6−3, 6−2                |
| Guanyador | 11.  | 13 de gener de 2013    | Auckland                    | Dura             | Colin Fleming      | Johan Brunström Frederik Nielsen           | 7−6(1), 7−6(2)          |
| Guanyador | 12.  | 17 de febrer de 2013   | São Paulo (3)               | Terra batuda (i) | Alexander Peya     | František Čermák Michal Mertiňák           | 6−7(5), 6−2, [10−7]     |
| Guanyador | 13.  | 28 d'abril de 2013     | Barcelona, Espanya          | Terra batuda     | Alexander Peya     | Robert Lindstedt Daniel Nestor             | 5−7, 7−6(7), [10−4]     |
| Finalista | 10.  | 12 de maig de 2013     | Madrid, Espanya             | Terra batuda     | Alexander Peya     | Bob Bryan Mike Bryan                       | 2−6, 3−6                |
| Finalista | 11.  | 16 de juny de 2013     | Londres, Regne Unit         | Gespa            | Alexander Peya     | Bob Bryan Mike Bryan                       | 6−4, 5−7, [3−10]        |
| Guanyador | 14.  | 22 de juny de 2013     | Eastbourne, Regne Unit      | Gespa            | Alexander Peya     | Colin Fleming Jonathan Marray              | 3−6, 6−3, [10−8]        |
| Finalista | 12.  | 22 de juliol de 2013   | Hamburg, Alemanya           | Terra batuda     | Alexander Peya     | Mariusz Fyrstenberg Marcin Matkowski       | 6−3, 1−6, [8−10]        |
| Guanyador | 15.  | 11 d'agost de 2013     | Mont-real, Canadà           | Dura             | Alexander Peya     | Colin Fleming Andy Murray                  | 6−4, 7−6(4)             |
| Finalista | 13.  | 9 de setembre de 2013  | US Open, Estats Units       | Dura             | Alexander Peya     | Leander Paes Radek Štěpánek                | 1−6, 3−6                |
| Guanyador | 16.  | 27 d'octubre de 2013   | València (2)                | Dura (i)         | Alexander Peya     | Bob Bryan Mike Bryan                       | 7−6(3), 6−7(1), [13−11] |
| Finalista | 14.  | 3 de novembre de 2013  | París, França               | Dura (i)         | Alexander Peya     | Bob Bryan Mike Bryan                       | 3−6, 3−6                |
| Finalista | 15.  | 5 de gener de 2014     | Doha, Emirats Àrabs Units   | Dura             | Alexander Peya     | Tomáš Berdych Jan Hájek                    | 2−6, 4−6                |
| Finalista | 16.  | 11 de gener de 2014    | Auckland (2)                | Dura             | Alexander Peya     | Julian Knowle Marcelo Melo                 | 6−4, 3−6, [5−10]        |
| Finalista | 17.  | 16 de març de 2014     | Indian Wells, Estats Units  | Dura             | Alexander Peya     | Bob Bryan Mike Bryan                       | 4−6, 3−6                |
| Guanyador | 17.  | 15 de juny de 2014     | Londres                     | Gespa            | Alexander Peya     | Jamie Murray John Peers                    | 4−6, 7−6(7), [10−4]     |
| Finalista | 18.  | 21 de juny de 2014     | Eastbourne                  | Gespa            | Alexander Peya     | Treat Huey Dominic Inglot                  | 5−7, 7−5, [8−10]        |
| Finalista | 19.  | 20 de juliol de 2014   | Hamburg (2)                 | Terra batuda     | Alexander Peya     | Marin Draganja Florin Mergea               | 4−6, 5−7                |
| Guanyador | 18.  | 10 d'agost de 2014     | Toronto (2)                 | Dura             | Alexander Peya     | Ivan Dodig Marcelo Melo                    | 6−4, 6−3                |
| Guanyador | 19.  | 3 de maig de 2015      | Múnic, Alemanya             | Terra batuda     | Alexander Peya     | Alexander Zverev Mischa Zverev             | 4−6, 6−1, [10−5]        |
| Finalista | 20.  | 14 de juny de 2015     | Stuttgart, Alemanya         | Gespa            | Alexander Peya     | Rohan Bopanna Florin Mergea                | 5−7, 6−2, [10−7]        |
| Guanyador | 20.  | 1 de novembre de 2015  | Basilea, Suïssa             | Dura (i)         | Alexander Peya     | Jamie Murray John Peers                    | 7−5, 7−5                |
| Guanyador | 21.  | 10 de gener de 2016    | Sydney, Austràlia           | Dura             | Jamie Murray       | Rohan Bopanna Florin Mergea                | 6−3, 7−6(6)             |
| Guanyador | 22.  | 31 de gener de 2016    | Open d'Austràlia, Austràlia | Dura             | Jamie Murray       | Daniel Nestor Radek Štěpánek               | 2−6, 6−4, 7−5           |
| Finalista | 21.  | 17 d'abril de 2016     | Montecarlo                  | Terra batuda     | Jamie Murray       | Pierre-Hugues Herbert Nicolas Mahut        | 6−4, 0−6, [6−10]        |
| Finalista | 22.  | 31 de juliol de 2016   | Toronto                     | Dura             | Jamie Murray       | Ivan Dodig Marcelo Melo                    | 4−6, 4−6                |
| Guanyador | 23.  | 11 de setembre de 2016 | US Open                     | Dura             | Jamie Murray       | Pablo Carreño Busta Guillermo García López | 6−2, 6−3                |
| Finalista | 23.  | 14 de gener de 2017    | Sydney                      | Dura             | Jamie Murray       | Wesley Koolhof Matwé Middelkoop            | 3−6, 5−7                |
| Guanyador | 24.  | 4 de març de 2017      | Acapulco                    | Dura             | Jamie Murray       | John Isner Feliciano López                 | 6−3, 6−3                |
| Guanyador | 25.  | 19 de juny de 2017     | Stuttgart                   | Gespa            | Jamie Murray       | Oliver Marach Mate Pavić                   | 6−7(4), 7−5, [10−5]     |
| Guanyador | 26.  | 25 de juny de 2017     | Londres (2)                 | Gespa            | Jamie Murray       | Julien Benneteau Édouard Roger-Vasselin    | 6−2, 6−3                |
| Finalista | 24.  | 20 d'agost de 2017     | Cincinnati, Estats Units    | Dura             | Jamie Murray       | Pierre-Hugues Herbert Nicolas Mahut        | 6−7(6), 4−6             |
| Finalista | 25.  | 8 d'octubre de 2017    | Tòquio                      | Dura             | Jamie Murray       | Ben McLachlan Yasutaka Uchiyama            | 4−6, 6−7(1)             |
| Finalista | 26.  | 6 de gener de 2018     | Doha (2)                    | Dura             | Jamie Murray       | Oliver Marach Mate Pavić                   | 2−6, 6−7(6)             |
| Guanyador | 27.  | 3 de març de 2018      | Acapulco (2)                | Dura             | Jamie Murray       | Bob Bryan Mike Bryan                       | 7−6(4), 7−5             |
| Finalista | 27.  | 24 de juny de 2018     | Londres (2)                 | Gespa            | Jamie Murray       | Henri Kontinen John Peers                  | 4−6, 3−6                |
| Guanyador | 28.  | 5 d'agost de 2018      | Washington DC               | Dura             | Jamie Murray       | Mike Bryan Édouard Roger-Vasselin          | 3−6, 6−3, [10−4]        |
| Guanyador | 29.  | 19 d'agost de 2018     | Cincinnati                  | Dura             | Jamie Murray       | Juan Sebastián Cabal Robert Farah          | 4−6, 6−3, [10−6]        |
| Finalista | 28.  | 14 d'octubre de 2018   | Xangai, Xina                | Dura             | Jamie Murray       | Łukasz Kubot Marcelo Melo                  | 2−6, 4−6                |
| Guanyador | 30.  | 12 de gener de 2019    | Sydney (2)                  | Dura             | Jamie Murray       | Juan Sebastián Cabal Robert Farah          | 6−4, 6−3                |
| Finalista | 29.  | 28 d'abril de 2019     | Barcelona                   | Terra batuda     | Jamie Murray       | Juan Sebastián Cabal Robert Farah          | 4−6, 6−7(4)             |
| Guanyador | 31.  | 16 de juny de 2019     | Stuttgart (2)               | Gespa            | John Peers         | Rohan Bopanna Denis Shapovalov             | 7−5, 6−3                |
| Guanyador | 32.  | 13 d'octubre de 2019   | Xangai                      | Dura             | Mate Pavić         | Łukasz Kubot Marcelo Melo                  | 6−4, 6−2                |
| Finalista | 30.  | 20 d'octubre de 2019   | Estocolm (2)                | Dura (i)         | Mate Pavić         | Henri Kontinen Édouard Roger-Vasselin      | 4−6, 2−6                |
| Guanyador | 33.  | 10 de setembre de 2020 | US Open (2)                 | Dura             | Mate Pavić         | Wesley Koolhof Nikola Mektić               | 7−5, 6−3                |
| Finalista | 31.  | 10 d'octubre de 2020   | Roland Garros, França       | Terra batuda     | Mate Pavić         | Kevin Krawietz Andreas Mies                | 3−6, 5−7                |
| Finalista | 32.  | 8 de novembre de 2020  | París (2)                   | Dura (i)         | Mate Pavić         | Félix Auger-Aliassime Hubert Hurkacz       | 7−6(3), 6−7(7), [2−10]  |
| Guanyador | 34.  | 7 de febrer de 2021    | Melbourne, Austràlia        | Dura             | Jamie Murray       | Juan Sebastián Cabal Robert Farah          | 6−3, 7−6(7)             |
| Finalista | 33.  | 10 de setembre de 2021 | US Open (2)                 | Dura             | Jamie Murray       | Rajeev Ram Joe Salisbury                   | 6−3, 2−6, 2−6           |
| Guanyador | 35.  | 31 d'octubre de 2021   | Sant Petersburg, Rússia     | Dura (i)         | Jamie Murray       | Andrey Golubev Hugo Nys                    | 6−3, 6−4                |
| Finalista | 34.  | 20 de febrer de 2022   | Rio de Janeiro, Brasil      | Terra batuda     | Jamie Murray       | Simone Bolelli Fabio Fognini               | 5−7, 7−6(2), [6−10]     |

### Dobles mixts: 4 (3−1)
| Resultat  | Núm. | Data                | Torneig                     | Superfície | Parella             | Oponents                          | Marcador             |
| --------- | ---- | ------------------- | --------------------------- | ---------- | ------------------- | --------------------------------- | -------------------- |
| Guanyador | 1.   | 27 d'agost de 2012  | US Open, Estats Units       | Dura       | Iekaterina Makàrova | Kveta Peschke Marcin Matkowski    | 6−7(8), 6−1, [12−10] |
| Finalista | 1.   | 24 de juny de 2013  | Wimbledon, Regne Unit       | Gespa      | Lisa Raymond        | Kristina Mladenovic Daniel Nestor | 7−5, 2−6, 6−8        |
| Guanyador | 2.   | 25 d'agost de 2014  | US Open (2)                 | Dura       | Sania Mirza         | Abigail Spears Santiago González  | 6−1, 2−6, [11−9]     |
| Guanyador | 3.   | 18 de gener de 2016 | Open d'Austràlia, Austràlia | Dura       | Ielena Vesninà      | Coco Vandeweghe Horia Tecău       | 6−4, 4−6, [10−5]     |

## Trajectòria

### Dobles masculins
| Torneig | 2007 | 2008  | 2009        | 2010        | 2011        | 2012  | 2013        | 2014        | 2015        | 2016  | 2017        | 2018        | 2019        | 2020        | 2021  | 2022 | Títols    | V − D     |
| --- | ---- | ----- | ----------- | ----------- | ----------- | ----- | ----------- | ----------- | ----------- | ----- | ----------- | ----------- | ----------- | ----------- | ----- | ---- | --------- | --------- |
| Open d'Austràlia | A    | A     | 3R          | 1R          | 1R          | QF    | 2R          | 3R          | 2R          | G     | 1R          | 2R          | QF          | 3R          | SF    | 3R   | 1 / 14    | 30 − 13   |
| Roland Garros | A    | SF    | QF          | QF          | 2R          | 3R    | SF          | 2R          | QF          | 3R    | QF          | 2R          | 1R          | F           | 3R    | 2R   | 0 / 15    | 35 − 15   |
| Wimbledon | A    | 1R    | QF          | 2R          | 2R          | 2R    | 3R          | QF          | QF          | QF    | 2R          | QF          | 2R          | NC          | 2R    | 3R   | 0 / 14    | 25 − 14   |
| US Open | A    | QF    | 2R          | 3R          | 2R          | QF    | F           | QF          | 1R          | G     | QF          | QF          | 2R          | G           | F     | 2R   | 2 / 15    | 42 − 13   |
| Jocs Olímpics | NC   | A     | No celebrat | No celebrat | No celebrat | QF    | No celebrat | No celebrat | No celebrat | QF    | No celebrat | No celebrat | No celebrat | No celebrat | A     | NC   | 0 / 2     | 4 − 2     |
| ATP World Tour Finals | A    | A     | A           | A           | A           | A     | SF          | RR          | A           | SF    | SF          | SF          | A           | RR          | RR    |      | 0 / 7     | 13 − 12   |
| Total Victòries−Derrotes                                                                                                   | 0−0  | 21−14 | 28−29       | 29−29       | 42−28       | 43−23 | 61−20       | 45−25       | 38−26       | 50−24 | 50−23       | 40−19       | 37−21       | 22−11       | 25−16 |      | 534 − 309 | 534 − 309 |
| Rànquing a final d'any | 192  | 23    | 22          | 35          | 19          | 19    | 3           | 10          | 22          | 3     | 10          | 7           | 21          | 6           | 16    |      |           |           |
| Llegenda: G: Guanyador; F: Finalista; SF: Semifinalista; QF: Quarts de final; Q: Qualificació; A: Absent; RR: Round Robin; |      |       |             |             |             |       |             |             |             |       |             |             |             |             |       |      |           |           |

### Dobles mixts
| Open d'Austràlia | A  | 1R | 1R | A  | QF | 2R | QF | SF | G  | 2R | SF | SF | 2R | 2R | A  | 1 / 12 | 22 − 10 |
| Roland Garros | A  | QF | 2R | QF | 1R | QF | SF | 1R | QF | 1R | A  | 2R | NC | 1R | QF | 0 / 12 | 15 − 12 |
| Wimbledon | 1R | 2R | 3R | 1R | 2R | F  | QF | QF | 2R | SF | QF | QF | NC | A  | 2R | 0 / 13 | 20 − 11 |
| US Open | A  | 1R | 1R | QF | G  | SF | G  | 1R | QF | QF | 2R | 2R | NC | 1R |    | 2 / 12 | 21 − 10 |
| Llegenda: G: Guanyador; F: Finalista; SF: Semifinalista; QF: Quarts de final; Q: Qualificació; A: Absent; RR: Round Robin; |    |    |    |    |    |    |    |    |    |    |    |    |    |    |    |        |         |

## Guardons
- ATP Doubles Team of the Year (2016, amb Jamie Murray).
- ITF Men's Doubles World Champion (2016, amb Jamie Murray).